# Jean-Claude Golvin
Pour les articles homonymes, voir Golvin.
Jean-Claude Golvin, né le 18 décembre 1942 à Sfax (Tunisie), est un architecte, archéologue et directeur de recherche émérite au CNRS. Outre ses travaux liés à l'histoire et à l'archéologie (il est spécialiste de l'amphithéâtre romain), il s'attache à effectuer des restitutions de cités et monuments antiques au moyen de l'aquarelle. Il est l’auteur de plus de 1 000 dessins de restitution de villes et monuments antiques et médiévaux, déposés, pour la plupart, au musée de l'Arles antique.

## Biographie et travaux

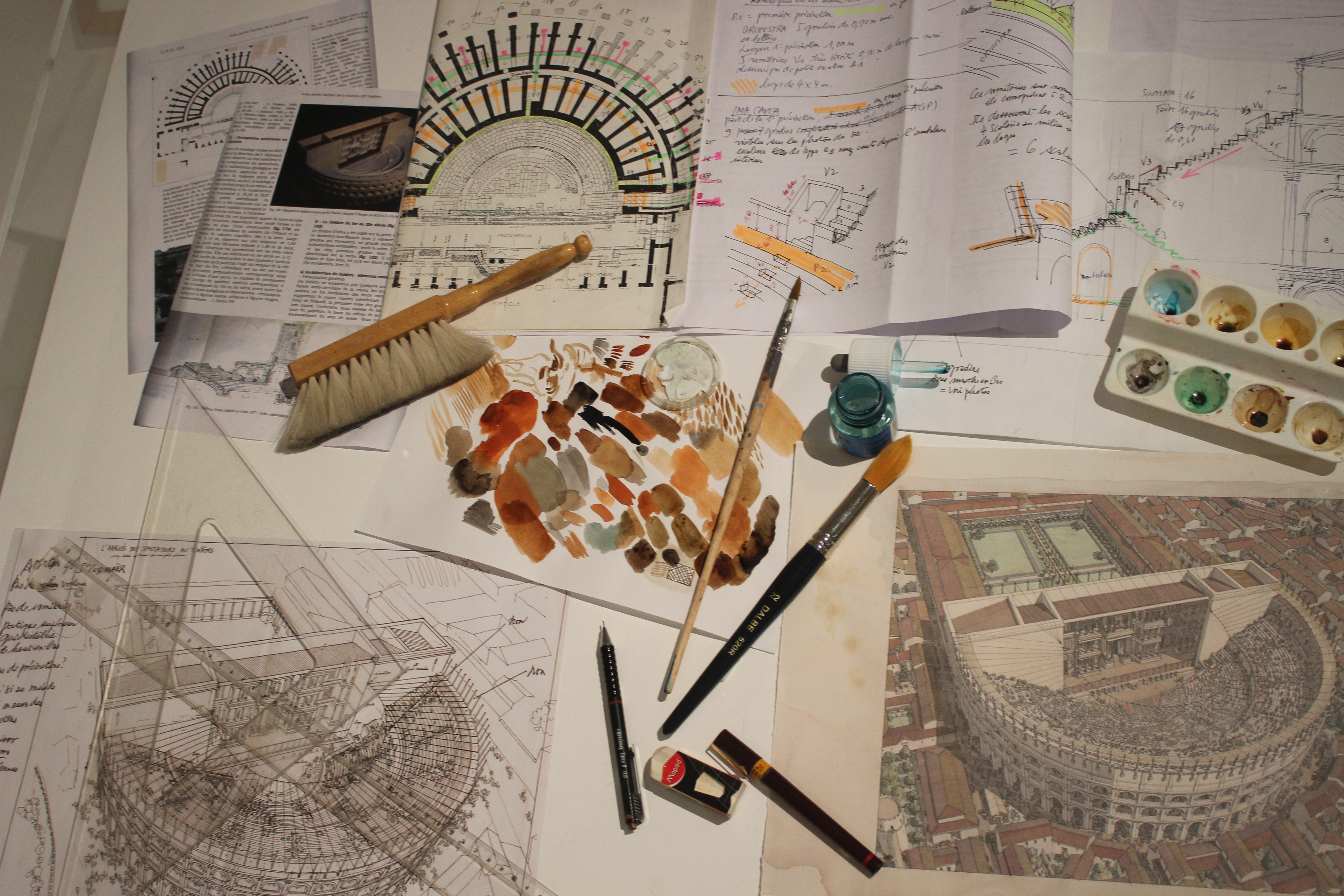
Présentation d'une planche du travail au musée archéologique de Vieux-la-Romaine en juin 2015.

Après avoir suivi ses études à Alger (Algérie), Jean-Claude Golvin intègre en 1962 l'ENSBA/École d'architecture de Marseille. Architecte DPLG en 1969, urbaniste DIUP en 1972, il collabore à partir de 1973 à la mise en valeur de l'amphithéâtre romain d'El-Jem en Tunisie. De là viendra son intérêt pour les amphithéâtres romains ce qui lui permet d'obtenir son doctorat en 1985 avec une thèse sur les amphithéâtres.
Entre-temps, de 1979 à 1990, il dirige le Centre franco-égyptien d'étude des temples de Karnak et de Louxor. Il collabore sur d'autres sites archéologiques en Égypte : son intérêt se porte plus sur la mise en valeur du patrimoine que sur les fouilles proprement dites.
À partir de 1989, il se consacre aux restitutions du patrimoine ancien par des dessins à l'aquarelle. Il a ainsi créé à ce jour plus de 1 000 dessins de villes et monuments antiques et médiévaux. De 1992 à 2008, il est directeur de recherche au CNRS directeur de recherches au CNRS rattaché à l'université de Bordeaux III où il participe à la recherche sur la restitution des monuments anciens et la réalité virtuelle (3D) en archéologie. Il y est directeur de recherche émérite depuis 2009.
À partir de 1995, il participe régulièrement à des expositions. Il a publié de nombreux ouvrages et contribue régulièrement à plusieurs revues.
En 2010, il a offert son fonds d'atelier (environ mille dessins et esquisses) au musée départemental de l'Arles antique.

## Publications
Liste non exhaustive.
- L'Amphithéâtre romain, essai sur la théorisation de sa forme et de ses fonctions, 2 vol, 1988
- Amphithéâtres et gladiateurs (en collaboration avec C. Landes), Paris, 1990
- L'Égypte restituée, sites et temples (3 vol.), Paris, 1994-1997. Octobre 2014, nouvelle édition
- Les Bâtisseurs de Karnak (en collaboration avec Jean-Claude Goyon), Paris, 1997
- Voyage en Égypte ancienne (en collaboration avec Aude Gros de Beler), Paris, 1999, 2016
- Voyage en Gaule romaine (en collaboration avec Gérard Coulon), Paris, 2002, 2006 (2e éd.), 2011 (3e éd.), oct 2016
- L'Afrique antique, histoire et monuments (en collaboration avec André Laronde), Paris, 2001
- L'Antiquité retrouvée (en collaboration avec Gérard Coulon, Aude Gros de Beler et F. Lontcho), Paris, 2003, 2005 (2e éd.), 2015 (3e éd.), 2020 (4e éd.)
- Voyages sur la Méditerranée romaine (avec Michel Reddé en collaboration avec Jean Marie Gassend ), Arles, 2016, Actes Sud-Errance
- Voyage chez les empereurs romains (en collaboration avec C. Salles), Paris, 2006
- Rome antique retrouvée (en collaboration avec F. Lontcho), Paris, 2008
- Pérégrinations dans l'Empire romain. De Bliesbruck-Reinheim à Rome, Arles, 2010
- La Gaule retrouvée - Voyage avec Strabon (en collaboration avec Patrick Thollard), 2011
- Le stade et les cirques antiques, sport et courses de chevaux dans le monde gréco-romain, Lacapelle-Marival, 2012
- L'Amphithéâtre romain et les jeux du cirque dans le monde antique, Lacapelle-Marival, 2012
- Hérode, le roi architecte (en collaboration avec J.-M. Roddaz), Arles, 2014

### Bande dessinée
En 2018, Jean-Claude Golvin se lance dans la bande dessinée historique avec la série Quadratura, accompagné au scénario par Chantal Alibert, agrégée d'histoire et docteur en histoire contemporaine.
- La pyramide de cristal, éditions Passé Simple, novembre 2018,  (ISBN 979-10-95077-02-2).

### Filmographie
- Sur les tracés de Jean-Claude Golvin, réalisé par Alexandra Ena, Christophe Gombert et Claude Delhaye ; production CNRS Images

### Expositions
- Dévoilez Nemausus - Jean-Claude Golvin, un architecte et des archéologues, Musée de la Romanité de Nîmes, 8 décembre 2022 au 5 mars 2023
- Géant Vert, « Jean-Claude Golvin : reconstructions picturales », Les arts dessinés, no 22,‎ avril/juin 2023, p. 131-135

#### Bases de données et dictionnaires
- Site officiel
- Ressources relatives à la recherche :   - Archaeology Data Service
  - Persée
- Ressource relative à la bande dessinée :   - BD Gest'
- Notices d'autorité :   - VIAF
  - ISNI
  - BnF (données)
  - IdRef
  - LCCN
  - GND
  - Italie
  - Japon
  - CiNii
  - Espagne
  - Belgique
  - Pays-Bas
  - Israël
  - NUKAT
  - Vatican
  - Norvège
  - Tchéquie
  - Portugal
  - WorldCat